# Közérdekű üzem működésének megzavarása
A közérdekű üzem működésének megzavarása egy bűncselekmény, amelyet a Büntetőtörvénykönyv határoz meg, megadva a büntetését is:
"323. § (1) Aki közérdekű üzem működését jelentős mértékben megzavarja, bűntett miatt egy évtől öt évig terjedő szabadságvesztéssel büntetendő.
(2) A büntetés két évtől nyolc évig terjedő szabadságvesztés, ha a bűncselekményt
a) csoportosan,
b) bűnszövetségben vagy
c) különösen nagy kárt okozva
követik el.
(3) A büntetés öt évtől tíz évig terjedő szabadságvesztés, ha a bűncselekményt
a) fegyveresen,
b) felfegyverkezve vagy
c) különösen jelentős kárt okozva
követik el.
(4) Aki a közérdekű üzem működésének megzavarására irányuló előkészületet követ el, vétség miatt két évig terjedő szabadságvesztéssel büntetendő.
(5) Aki a bűncselekményt gondatlanságból követi el, vétség miatt három évig, különösen nagy vagy ezt meghaladó kár okozása esetén egy évtől öt évig terjedő szabadságvesztéssel büntetendő."